# Hans Schmieder
Hans Schmieder (* 30. Mai 1866 in Grünberg (Schlesien); † 11. November 1932 in Freiburg im Breisgau) war ein deutscher Kommunalpolitiker und ab 1904 Bürgermeister, ab 1905 bis 1919 Oberbürgermeister der Stadt Eisenach in Thüringen.

## Leben
Der Sohn eines Justizrates besuchte Gymnasien in Bunzlau/Posen und Breslau. Anschließend absolvierte er eine juristische Ausbildung in Berlin und Heidelberg. 1888 wurde er zum Referendar und vier Jahre später zum Assessor. 
1892 trat er eine Stelle als juristischer Hilfsarbeiter beim Magistrat der Stadt Breslau an. 1893 bis 1899 war er als Magistratsassessor in Berlin tätig, ehe er im gleichen Jahr zweiter Bürgermeister in Bromberg wurde.
Am 9. April 1904 wurde Schmieder als Nachfolger von August Nikolaus Müller zum Bürgermeister von Eisenach ernannt, ab 1905 bekleidete er das Amt als Oberbürgermeister. Der Beginn seiner Amtszeit war gekennzeichnet durch starkes Wirtschaftswachstum, insbesondere im Bereich der Industrie und des Fremdenverkehrs. Um Eisenach weiter als Kurstadt zu etablieren, erwarb die Stadt unter starkem Engagement Schmieders die Saline Wilhelmsglücksbrunn bei Creuzburg. Die unter Beteiligung der Stadt gegründete Kurbad Eisenach GmbH erlangte die Nutzungsrechte für die dort als Karolinenquelle gefasste Mineralwasserquelle, um mit deren über eine Wasserleitung nach Eisenach transportierten Wasser am 8. Juli 1906 den Kurbetrieb in der Eisenacher Südstadt zu eröffnen. In Schmieders frühe Amtszeit fällt die Eröffnung bedeutender Hotels („Rautenkranz“, „Karthäuser Hof“, „Marienhöhe“, „Thüringer Hof“), die wesentliche Erweiterung des Streckennetzes der Straßenbahn Eisenach und die Eröffnung des Eisenacher Tiergartens unterhalb des Bismarckturmes.
Ein Wendepunkt in Schmieders Amtszeit war der Beginn des Ersten Weltkriegs, welcher dem wirtschaftlichen Aufschwung und dem Kurbetrieb der Stadt ein jähes Ende setzte. Am 9. November 1918 kam es auch in Eisenach im Zuge der Novemberrevolution zu einer Großdemonstration Eisenacher Arbeiter, in deren Zuge der Eisenacher Arbeiter- und Soldatenrat unter seinem Vorsitzenden Karl Hermann vorübergehend die politische Gewalt für die Stadt und den Kreis an sich riss. Nach diesen Ereignissen in seinem Ansehen geschädigt, schied Schmieder am 30. Juni 1919 aus seinem Amt und ging in den Ruhestand. Nachfolger wurde Fritz Janson.
Nach 1919 zog Schmieder nach Weinsberg und später nach Freiburg, wo er im November 1932 verstarb.
Schmieder war ab 1898 mit Armgard Swidom verheiratet. Aus der Ehe gingen drei Kinder hervor, darunter der Musikwissenschaftler Wolfgang Schmieder (* 29. Mai 1901 in Bromberg, Provinz Posen; † 8. November 1990 in Freiburg im Breisgau), Urheber des Bach-Werke-Verzeichnisses.